# Sylvan Grove, Kansas
Sylvan Grove là một thành phố thuộc quận Lincoln, tiểu bang Kansas, Hoa Kỳ. Năm 2010, dân số của xã này là 279 người.

## Dân số
Dân số các năm:
- Năm 2000: 324 người
- Năm 2010: 279 người